# My One and Only Love
My One and Only Love è una canzone composta da Guy Wood con il testo di Robert Mellin nel 1952, fu incisa e pubblicata l'anno successivo.

## Storia e significato
La canzone era nata nel 1947 con il titolo  Music from Beyond the Moon con musica di Guy Wood e testi di Jack Lawrence. Il brano fu inciso dal cantante Vic Damone nel 1948, ma non ebbe successo.
Nel 1952, Robert Mellin diede un nuovo titolo e un nuovo testo alla canzone, che fu ripubblicata l'anno successivo come "My One and Only Love". 
Sempre nel 1953 Frank Sinatra lo registrò con Nelson Riddle, pubblicato come lato B del suo singolo di successo I've Got the World on a String, e il brano raggiunse la notorietà.

### Standard jazz
Sempre lo stesso anno il sassofonista Charlie Ventura registrò la prima versione strumentale jazz
Come standard jazz è sempre stato prevalentemente un brano per sassofono tenore. Nell'autunno del 1956 Ben Webster registrò il brano con Art Tatum . Nel 1963 John Coltrane aveva registrato la sua versione con il cantante Johnny Hartman nell'album John Coltrane and Johnny Hartman. Nel 1964 Sonny Rollins aveva inciso la sua versione e, nel 1977, lo aveva registrato nuovamente, questa volta al sassofono soprano. Interpretazioni successive vennero da Chico Freeman, Michael Brecker e Joshua Redman.

### Interpretazioni vocali
A parte i cantanti già citati, numerose sono state le interpretazioni vocali di "My One and Only Love": Ella Fitzgerald, Johnny Mathis, Doris Day, Mark Murphy, Chet Baker, Nancy Wilson, Cassandra Wilson, Radka Toneff, Kate Ceberano, Rickie Lee Jones, Sting, Diane Schuur, Mark Murphy, Rod Stewart, Paula Cole, Kurt Elling, George Benson, Paul McCartney, Jamie Cullum.